# Champagne Night
«Champagne Night» — песня американской кантри-группы Lady A (тогда известного как Lady Antebellum). Она была выпущена 13 апреля 2020 года, после появления группы в одном из эпизодов телесериала Songland. «Champagne Night» — это переработанная версия песни «I’ll Drink to That» Мадлен Мерло с добавлением песен участниц группы и её продюсера Шейна Маканалли. Это последний сингл, выпущенный под названием Lady Antebellum, до того, как группа сменила название на Lady A в июне 2020 года. «Champagne Night» вошла в цифровое делюкс-переиздания восьмого студийного альбома трио Ocean.

## История
Lady A появилась в первом выпуске второго сезона американского сериала-конкурса авторов песен Songland, который вышел в эфир 13 апреля 2020 года. Канадская певица и автор песен Мадлtн Мерло представила победившую песню эпизода «I’ll Drink to That», написанную ею в соавторстве с Тиной Парол, Дэвидом Томсоном и Патрисией Конрой. После того, как участницы Lady A решили записать песню, они внесли изменения в текст песни совместно с продюсером Шейном Маканалли, и название было изменено на «Champagne Night». После цифрового релиза, который состоялся одновременно с выходом эпизода в эфир, песня возглавила американский чарт продаж iTunes all-genre (US iTunes Sales Chart) и оставалась в первой десятке на следующей неделе. 20 апреля 2020 года группа выпустила песню на кантри-радио. Это сделало «Champagne Night» первой победившей песней Songland, которая была продвинута как официальный радиосингл.

## Отзывы

### Награды и номинации
| Год  | Ассоциация                         | Категория              | Результат | Ссылка |
| ---- | ---------------------------------- | ---------------------- | --------- | ------ |
| 2021 | Canadian Country Music Association | Songwriter of the Year | Победа    | [ 9 ]  |

## Живые выступления
11 мая 2020 года Lady A впервые исполнила песню «Champagne Night» в домашнем выпуске шоу «The Tonight Show Starring Jimmy Fallon». Ещё одно домашнее исполнение песни транслировалось в финале 18-го сезона шоу «The Voice (Голос)» 19 мая 2020 года. 3 июня они исполнили песню в телевизионном спецвыпуске «CMT Celebrates Our Heroes: An Artists of the Year».

## Позиции в чартах
| Чарт (2020—2021)                    | Высшая позиция |
| ----------------------------------- | -------------- |
| Канада (Billboard Canadian Hot 100) | 67             |
| Канада (Billboard Country)          | 1              |
| США (Billboard Hot 100)             | 33             |
| США (Billboard Country Airplay)     | 1              |
| США (Billboard Hot Country Songs)   | 7              |

| Чарт (2020)                        | Позиция |
| ---------------------------------- | ------- |
| США (Country Airplay, Billboard)   | 59      |
| США (Hot Country Songs, Billboard) | 54      |

| Чарт (2021)                        | Позиция |
| ---------------------------------- | ------- |
| США (Country Airplay, Billboard)   | 57      |
| США (Hot Country Songs, Billboard) | 76      |

## Сертификации
| Регион                                                                      | Сертификация | Продажи   |
| --------------------------------------------------------------------------- | ------------ | --------- |
| Канада (Music Canada)                                                       | Золотой      | 40 000    |
| США (RIAA)                                                                  | Платиновый   | 1 000 000 |
| Данные о продажах + прослушиваниях приведены только на основе сертификации. |              |           |